# Шальдемосе, Кристель
Кристель Шальдемосе (дат. Christel Schaldemose; род. 4 августа 1967, Оденсе) — датский политический деятель. Член партии «Социал-демократы».    Заместитель председателя Европейского парламента с 2024 года. Депутат Европейского парламента с 2006 года, член фракции «Прогрессивный альянс социалистов и демократов».

## Биография
Родилась 4 августа 1967 года в городе Оденсе. Некоторое время проживала в Швеции.
Окончила Университет в Оденсе (ныне Университет Южной Дании), где получила степень магистра истории.
С 1992 года работала консультантом в AOF — ассоциации образовательных учреждений рабочего движения. В 2001—2006 годах возглавляла секретариат организации Dansk Folkeoplysnings Samråd, которая является головной для AOF.

## Политическая карьера
В 1983—1984 годах возглавляла отделение молодёжной организации Социал-демократической партии (DSU) в Сёндерсё, в 1985—1989 годах возглавляла отделение DSU на острове Фюн и была членом правления DSU.
Баллотировалась в фолькетинг с 1999 года.
После отставки Хенрика Дам Кристенсена 15 октября 2006 года стала депутатом Европейского парламента. Являлась членом Комитета по вопросам внутреннего рынка и защиты прав потребителей (IMCO) и членом делегации по связям с Канадой (2007—2009). Являлась сторонницей запрета импорта и торговли продукцией тюленьего промысла, принятого Европейским парламентом 5 мая 2009 года. По результатам выборов в Европейский парламент 2009 года получила 43 855 персональных голосов и переизбрана. Являлась членом Комитета по бюджетному контролю (2009—2011), членом Комитета по внутреннему рынку и защите прав потребителей (IMCO) и членом делегации по связям с Японией (D-JP). Переизбрана на выборах 2014 года, получив 64 495 персональных голосов. Являлась членом Комитета по внутреннему рынку и защите прав потребителей (IMCO) и членом делегации по связям с Японией (D-JP). Также являлась членом комиссии для расследования «дизельного» скандала с автоконцерном Volkswagen, учреждённой 21 января 2016 года. Переизбрана на выборах 2019 года. Является главой делегации по связям с Японией (D-JP) и членом Комитета по вопросам внутреннего рынка и защиты прав потребителей (IMCO). Баллотируется на выборах 2024 года.

## Личная жизнь
Замужем. Муж — Иб Линдстрём (Ib Lindstrøm). Родила троих детей. Живёт в Фредериксберге.